# Juan Carlos Herrero
Juan Carlos Herrero Duo (n. Guernica, Vizcaya, España; 10 de agosto de 1961) fue un futbolista español que se desempeñaba como defensor.

## Clubes
| Club        | País   | Año         |
| ----------- | ------ | ----------- |
| Sestao SC   | España | 1986 - 1988 |
| CD Logroñés | España | 1988 - 1995 |